# Crkva Hora
Crkva Krista Spasitelja u polju ili Crkva Hora (grčki: ἡ Ἐκκλησία του Ἅγιου Σωτῆρος ἐν τῃ Χώρᾳ ili Μονή της Χώρας, "Crkva Krista Spasitelja u polju" ili "Manastir Chora"; turski: Kariye Camii ili Kariye Kilisesi, "Džamija Hora" ili "Crkva Hora") se smatra jednom od najljepših primjera bizantskih crkvi, najviše zbog prelijepih freski i mozaika u njezinoj unutrašnjosti. Crkva se nalazi u Istanbulskoj četvrti Edirnekapi ("Vrata prema Edirneu") koja se nalazi u zapadnom dijelu općine (belediye) Fatih. Crkvu su u 16. stoljeću Osmanski Turci pretvorili u džamiju, a 1948. godine je sekularizirana i pretvorena u muzej da bi 2020. godine ponovno bila pretvorena u džamiju. Danas je, uz Aja Sofiju i Cisternu Baziliku, jedna od najposjećenijih bizantskih atrakcija u Istanbulu.

## Povijest
Ime joj potječe od njezine lokacije, naime Chora ("u polju") je označavalo kako se radi o crkvi koja je bila izvan zidina Konstantinopola, južno od tzv. "Zlatnog roga". Izvorna crkva je podignuta u ranom 5. stoljeću, izvan Konstantinovih zidina, no izgradnjom Teodozijevih zidina (413. – 414.) crkva se našla unutar gradskih zidina.
Današnji izgled crkva je dobila za dinastije Paleologa od 1077. – 1081. godine, kada je Marija Dukaina, punica cara Aleksija I. Komnena, obnovila crkvu u tada popularnom locrtu upisanog grčkog križa. Nakon potresa obnovio ju je kraljević Izak Komnen, Aleksijev treći sin, no dovršena je tek dva stoljeća kasnije (1315. – 21.), za vladavine ministra Teodora Metohita, kada su završene njezine impresivne freske i mozaici.
Za vrijeme posljednje Osmanske opsade Konstantinopola 1453. godine, njezina ikona Gospa od Odigitrije ("Ona koja pokazuje put") je iznošena kako bi pomogla braniteljima grada Oko pola stoljeća kasnije, veliki vezir Atik Ali Paša je naredio njezino pretvaranje u džamiju za što su njezine freske i mozaici prekrivene slojem gipsa.
God. 1948., nakon što je proglašena Muzejom Hora (Kariye Müzesi), Thomas Whittemore i Paul A. Underwood s Američkog bizantskog instituta u Dumbarton Oaksu su pokrenuli njezinu obnovu.

## Odlike
Iako nije velika poput drugih slavnih bizantskih crkava u Istanbulu (tek 742.5 m²), ona zasjenjuje ostale ljepotom svojih dekoracija. Crkva je podijeljena u tri glavna područja:
- Ulazna dvorana (narteks) koji je podijeljen u dva hodnika, koji slijede jedan za drugim (oba duga 4 m), na čijim zidovima se mozaici s prizorima Isusova života (egzonarteks ili vanjski narteks) i prizori iz Gospina života i života svetaca (ezonarteks ili unutarnji narteks).
- Glavni brod (naos) ima veliku kupolu promjera 7.7 m na sredini i dvije manje iznad skromnih apsida. U njima su najraskošniji mozaici s najvažnijim likovima.
- Bočne vanjske kapele (paraklezij) od kojih je desna veća i služila je kao mauzolej carske obitelji. Ona ima drugu po veličini kupolu u crkvi (promjera 4.5 m), i potpuno je oslikana freskama.

## Vanjske poveznice
- Restauracija Crkve Hora na stranicama Sveušilišta Columbia. Posjećeno 09. travnja 2018. (engl.)
- Fotografije s pojašnjenjima